# Сереховичі
Серехо́вичі — село в Україні, центр Сереховичівської сільської громади Ковельського району Волинської області. Відстань до Старої Вижівки становить близько 16 км та проходить автошляхом Т 0309. На відстані 4,5 км проходить міжнародний автошлях М19.
Населення становить 883 особи.

## Сераховичівський скарб
Влітку 1935 року в урочищі Лють (Люте) у західній частині Сераховичів було знайдено скарб римських монет, об'ємом біля піввідра. Скарб був захований у шкіряному мішечку-гаманці, що лежав на дні човна-довбанки, відкопаного в торфі. Чимало монет розібрали сільчани, а частина скарбу у січні 1937 року була передана Державному археологічному музеї у Варшаві (пол. Państwowe Muzeum Archeologiczne w Warszawie, PMA). До Другої світової війни у PMA зберігалися 166 римські срібні денарії та 15 уламків срібних прикрас.
Під час німецької окупації Варшави колекцію в музеї було втрачено. 
Джерела
- Брайчевський, М. Ю. (1959). Римська монета на території України, Київ.
- Кропоткин, В. В. (1951). Клады римских монет в Восточной Европе. Вестник древней истории, 4, 243-281.
- Липовська, Л., Панишко, С. (2013). Про обставини знахідки, склад та долю скарбу римського часу з с. Сераховичі Старовижівського району Волинської області. // на с. 447-448 у книзі: Минуле і сучасне Волині та Полісся: Ковель і Ковельщина в українській та європейській історії. Наук. зб. Вип. 65. / Упоряд. Г. Бондаренко, І. Прокопів, А. Семешок, А. Силюк. – Ковель, 2018. – 624 с.
- Archiwum Państwowego Muzeum Archeologicznego w Warszawie, teczka «Serechowicze».
- Cynkałowski, A. (1961). Materiały do pradziejów Wołynia i Polesia Wołyńskiego. Warszawa.
- Majewski, K. (1939). Importy rzymskie na ziemiach Polski w epoce cesarstwa. Sprawozdania Towarzystwa naukowego we Lwowie, XVIII, X 264-267.
- Mitkowa-Szubert, K. (1991). Serechowicze (Serechovićy). Wiadomości Numizmatyczne, 35, 3-4 (137-138), 178.
- Pasternak, J. (1961). Archaeology of Ukrainę. Toronto.
- Piotrowska, D. (2006). Z działalności instytucji II Rzeczypospolitej chroniących zabytki archeologiczne na zachodniej Ukrainie. Przegląd Archeologiczny, 54, 61-98.

## Історія
На 1897 рік у Сереховичах мешкало 1219 осіб (569 чоловіків та 650 жінок), з них православних — 1201.
У 1906 році село Несухоїзької волості Ковельського повіту Волинської губернії. Відстань від повітового міста 22 верст, від волості 10. Дворів 196, мешканців 1304.
До 12 липня 2017 року було центром Сереховичівської сільської ради.

## Населення
Згідно з переписом УРСР 1989 року чисельність наявного населення села становила 946 осіб, з яких 441 чоловік та 505 жінок.
За переписом населення України 2001 року в селі мешкало 888 осіб.

### Мова
Розподіл населення за рідною мовою за даними перепису 2001 року:
| Мова       | Відсоток |
| ---------- | -------- |
| українська | 98,75 %  |
| російська  | 1,13 %   |

## Постаті, пов'язані з селом
У селі народились:
- Володимир Балюк — український військовик, сержант Збройних сил України, учасник російсько-української війни. Герой України (2022, посмертно).
- Андрій Бондарчук (12 грудня 1936 р.) — народний депутат України 1-го скликання, почесний громадянин Луцька (2013).
- Анатолій Карпук (1954) — український науковець-лісівник.
- Юхим Ярощук (1922—1972) — депутат Верховної Ради УРСР.[7]